# Trude Schullerus
Trude Schullerus (n. 1889, Agnita – d. 1981, Sibiu) a fost o pictoriță și graficiană de etnie săsească, fiica lui Adolf Schullerus.
Trude Schullerus a studiat pictura la Sibiu după care a urmat cursurile de pictură și desen la München, în perioada (1906-1904). Până în anul 1923 Trude Schullerus a făcut îndeosebi schițe, tablouri în care a reprezentat cu precădere peisaje natale și acuarele. Creațiile sale până în 1922 au fost prezentate publicului într-o expoziție personală în anul 1922. Între anii 1923-1924 se deplasează la Leipzig unde studiază la Academia de Grafică și face dese călătorii între Italia și Marea Baltică. Realizând că spațiul în care operele sale prind viață sunt locurile natale, Trude se întoarce la Sibiu unde devine liber profesionist în pictură, tablourile sale având ca tematică, cetăți, flori, țărănci și peisaje. Multe din lucrările sale poartă influența lui Paul Cézanne. În perioada 1930-1948 a condus Departamentul de Artă Populară al Asociației Sebastian Hann. Este înmormântată în Cimitirul Municipal din Sibiu.